# وست ایلزلی
وست ایلزلی (به انگلیسی: West Ilsley) یک روستا و محله مدنی در بریتانیا است که در West Berkshire واقع شده‌است. وست ایلزلی ۳۳۲ نفر جمعیت دارد.